# Umbuchung
Umbuchung ist im Rechnungswesen die Änderung einer zuvor erfolgten Buchung, während sie umgangssprachlich im Dienstleistungssektor eine Vertragsänderung bedeutet.

## Allgemeines
Das Wort Umbuchung stammt direkt von der Buchung und diese von „Buch“ ab. Johann Christoph Adelung stellte 1793 fest: „Bei den Kaufleuten wird unter Buch vorzüglich ihr Rechnungsbuch verstanden“. Früher fand eine Umbuchung durch Übertragung von einem Rechnungsbuch ins andere statt. „Buch“ ist mithin nicht das literarische Werk, sondern das Hauptbuch oder dessen Nebenbücher.
Während bei der Umbuchung ein zugrunde liegender Geschäftsvorfall im Kern erhalten bleibt, wird er bei der Stornierung beendet.

## Rechnungswesen
Die Umbuchung betrifft Sachkonten und ist damit bilanzwirksam. Umbuchungen kann es deshalb bei Bestandskonten und Erfolgskonten geben. Buchungstechnisch ist die Umbuchung die Übertragung vom abgebenden Sachkonto zum empfangenden. Umbuchungen beispielsweise in der Anlagenbuchhaltung lassen sich je nach zugrunde liegendem Geschäftsvorfall in Umbuchung von Anlage zu Anlage, Umbuchung zwischen verbundenen Unternehmen und Umbuchung im Rahmen der Abrechnung von Anlagen im Bau unterteilen, die nach Fertigstellung in die endgültige Bilanzposition (etwa Lagerhallen) umgebucht werden.
Auch im Bilanz-, Steuer- und Buchhaltungswesen sowie in Warenwirtschaftssystemen wird unter Umbuchung die Änderung einer erfolgten Buchung auf ein anderes Buchungskonto verstanden (siehe auch: Generalumkehr). In Warenwirtschaftssystemen haben Umbuchungen stets eine Bestandsveränderung zur Folge (z. B. wenn Lagerwaren von der Lagerverwaltung von verfügbar auf gesperrt umgebucht werden).

## Rechtsfragen
Außerhalb des Rechnungswesens steht insbesondere im Dienstleistungssektor umgangssprachlich das Wort Umbuchung für eine Vertragsänderung. Sollen einzelne Vertragsbestandteile nach Abschluss eines Vertrags geändert werden, ist dafür die Annahme der anderen Vertragspartei erforderlich (§ 151 BGB), die das Angebot auf Umbuchung annehmen muss.

### Reiserecht
Die Allgemeinen Reisebedingungen definieren Umbuchungen als nach Buchung einer Reise erfolgende Änderungen auf Kundenwunsch hinsichtlich des Reisetermins, des Reiseziels, des Ortes des Reiseantritts, der Unterkunft oder der Beförderungsart und sehen bis zu einem festen Termin vor Reiseantritt eine solche Vertragsänderung gegen eine Umbuchungsgebühr vor. Die Anfrage des Reisenden wegen einer Umbuchung darf nicht als Rücktritt gemäß § 651h Abs. 1 BGB ausgelegt werden, denn es wird bei einer Umbuchung lediglich der Leistungsinhalt des Reisevertrags modifiziert. Umbuchungen aufgrund von Reisewarnungen sind oftmals kostenlos. Umbuchungen aufgrund von Versäumnissen des Unternehmens sind ebenfalls meist kostenlos (z. B. Upgrade aufgrund einer Überbuchung). Teilweise decken Reiserücktrittskostenversicherungen auch die Kosten für eine Umbuchung ab.

### Bankwesen
Im Bankwesen liegt eine Umbuchung vor, wenn Überweisungen beispielsweise von einem Girokonto mit Bankguthaben auf ein Sparkonto bei derselben Bankverbindung vorgenommen werden; hierbei wird meist von Kontoübertrag gesprochen.
Im Wertpapiergeschäft gibt es fast ausschließlich noch das Girosammelverfahren, effektive Stücke sind selten. Das bedeutet, dass Effekten lediglich noch als Buchwerte einer Globalurkunde vorhanden sind. Bei einem Effektenverkauf ist deshalb lediglich eine Umbuchung bei einer Verwahrstelle oder einem Zentralverwahrer zwischen Verkäufer und Käufer erforderlich. Der Verwahrer kann die Wertpapiere umbuchen, sobald ihm der Kaufpreis der Wertpapiere vom Käufer und die Wertpapiere des Verkäufers gleichzeitig vorliegen (englisch matching principle). Die buchmäßige Umbuchung ist wertpapierrechtlich der körperlichen Übergabe gleichzusetzen (§ 6 DepotG).